# Derbi de Roma
El Derbi de Roma o Derbi de la capital (en italiano: Derby della Capitale) es el nombre que recibe el partido de fútbol y la rivalidad local entre la Associazione Sportiva Roma y la Società Sportiva Lazio, los dos equipos principales de Roma. El partido está considerado como el más feroz derbi entre ciudades de Italia por delante de otros grandes clásicos locales como el Derby della Madonnina (el derbi de Milán) y el Derby della Mole (el derbi de Turín), así como uno de los derbis más importantes en Europa. El 26 de mayo de 2013 la Società Sportiva Lazio se adjudicó la Copa de Italia contra la Associazione Sportiva Roma, en el primero y hasta ahora único Derby di Roma que ha habido en una final entre los dos equipos de la Capital italiana en la historia de esta competición.

## Cultura de la rivalidad
Según los romanos, el Derby della Capitale es "mucho más que un partido" y simboliza una división invisible que existe dentro de la ciudad como resultado de la colorida historia política del país.
La rivalidad surge con el nacimiento de la AS Roma, fundada en 1927 como resultado de la fusión de tres equipos de la ciudad: Roman FC, US Alba Audace y Fortitudo-Pro Roma, llevada a cabo por Italo Foschi, miembro del Partido Nacional Fascista. La intención del dictador Benito Mussolini era crear un gran club romano unificado y poderoso que desafiase el dominio de los clubes del norte; pero gracias a la influencia del general también fascista y persona muy influyente del club lazial, Giorgio Vaccaro, la Lazio fue el único equipo capitalino que resistió la fusión, por lo que surgió, ya desde entonces, la rivalidad que perdura hasta hoy. El primer partido, ganado por la Roma, se celebró el 8 de diciembre de 1929 y la rivalidad creció rápidamente entre los equipos.
La Lazio, por su parte, había sido fundada en el 1900, en la Piazza della Libertà ubicada en el barrio de Prati e inicialmente jugó en el campo de La Rondinella. La Roma comenzó a jugar en el estadio de Motovelodromo Appio, ubicado en el barrio de Tuscolano, y posteriormente, cuando fue construido el nuevo estadio tan solo dos años después de su fundación, se trasladó al rione de Testaccio. Por lo cual, los ultras de la Lazio tradicionalmente ocupan la tribuna norte (Curva Nord) y los de la Roma la sur (Curva Sud) del Stadio Olimpico di Roma (localizado en el Foro Itálico), donde ambas escuadras ejercen la localía desde 1953 (previamente compartieron también el Estadio Nacional del Partido Nacional Fascista, hasta que fue demolido en el mencionado año).
El devoto regionalismo, que se percibe en todo el país, es una de las razones que hacen que el derbi sea más intenso, ya que los aficionados lo ven como una batalla entre dos equipos que luchan por el derecho a representar a la ciudad en el resto del país. Los comentarios irónicos, conocidos como sfottò, son una forma tradicional de burla entre las aficiones de Roma y Lazio y suelen hacer referencia a los orígenes de los dos grupos de seguidores; los laziali son considerados por los romanisti como intrusos (les llaman, despectivamente, "burini", que significa campesinos o provincianos), ya que supuestamente vienen de fuera de los límites de la ciudad de Roma, mientras que ellos responden afirmando que trajeron el fútbol a la ciudad y que el fundador de la AS Roma, Italo Foschi, era originario de Corropoli en los Abruzos.
El derbi romano ha sido el escenario de varias acciones relacionadas con opiniones políticas de las hinchadas. Los ultras de la Lazio han utilizado esvásticas y símbolos fascistas en sus banderas y se han mostrado comportamientos racistas en varias ocasiones durante los derbis. Uno de los sucesos más recordados fue un derbi de la temporada 1998-99, cuando los laziali desplegaron una pancarta de 50 metros alrededor de la Curva Nord que decía: "Auschwitz es su ciudad, los hornos son sus casas". Los jugadores negros del Roma a menudo han sido objeto de comportamientos racistas y ofensivos; una pancarta que ultras de la Lazio habían mostrado una vez afirmó que Roma es un "equipo de negros seguido por judíos" en respuesta a "equipo de ovejas seguido por los pastores" mostrados por ultras de la Roma. En 2000, hinchas de la Lazio mostraron su apoyo al nacionalista serbio y criminal de guerra Ražnatović "Arkan". Oficialmente, el club se ha distanciado de estos aficionados, lucha para combatir este tipo de acciones. Como resultado, los aficionados de la Roma son a veces erróneamente presentados como de izquierdas cuando, en realidad, ambas aficiones ultras tienen ideologías de extrema derecha.

## Resultados oficiales de partidos
- SF = Semifinal
- QF = Cuartos de final
- R16 = Octavos de final
- R32 = Dieciseisavos
- GS = Fase de grupos
- R1 = Primera ronda
- R2 = Segunda ronda

     Empate     Gana SS Lazio     Gana AS Roma
| Temporada | Competición       | Fecha                    | Local | Resultado | Visitante |
| --------- | ----------------- | ------------------------ | ----- | --------- | --------- |
| 1929–30   | Serie A           | 8 de diciembre de 1929   | Lazio | 0–1       | Roma      |
| 1929–30   | Serie A           | 4 de mayo de 1930        | Roma  | 3–1       | Lazio     |
| 1930–31   | Serie A           | 7 de diciembre de 1930   | Roma  | 1–1       | Lazio     |
| 1930–31   | Serie A           | 24 de mayo de 1931       | Lazio | 2–2       | Roma      |
| 1931–32   | Serie A           | 6 de diciembre de 1931   | Roma  | 2–0       | Lazio     |
| 1931–32   | Serie A           | 1 de mayo de 1932        | Lazio | 1–4       | Roma      |
| 1932–33   | Serie A           | 23 de octubre de 1932    | Lazio | 2–1       | Roma      |
| 1932–33   | Serie A           | 26 de marzo de 1933      | Roma  | 3–1       | Lazio     |
| 1933–34   | Serie A           | 1 de noviembre de 1933   | Roma  | 5–0       | Lazio     |
| 1933–34   | Serie A           | 11 de marzo de 1934      | Lazio | 3–3       | Roma      |
| 1934–35   | Serie A           | 18 de noviembre de 1934  | Roma  | 1–1       | Lazio     |
| 1934–35   | Serie A           | 1 de marzo de 1935       | Lazio | 0–0       | Roma      |
| 1935–36   | Serie A           | 13 de octubre de 1935    | Lazio | 0–1       | Roma      |
| 1935–36   | Coppa Italia R16  | 19 de enero de 1936      | Lazio | 2–1       | Roma      |
| 1935–36   | Serie A           | 16 de febrero de 1936    | Roma  | 1–0       | Lazio     |
| 1936–37   | Serie A           | 18 de octubre de 1936    | Roma  | 3–1       | Lazio     |
| 1936–37   | Serie A           | 21 de febrero de 1937    | Lazio | 0–1       | Roma      |
| 1937–38   | Serie A           | 3 de octubre de 1937     | Lazio | 1–1       | Roma      |
| 1937–38   | Serie A           | 6 de febrero de 1938     | Roma  | 2–1       | Lazio     |
| 1938–39   | Serie A           | 15 de enero de 1939      | Roma  | 0–2       | Lazio     |
| 1938–39   | Serie A           | 21 de mayo de 1939       | Lazio | 1–3       | Roma      |
| 1939–40   | Serie A           | 7 de enero de 1940       | Roma  | 1–0       | Lazio     |
| 1939–40   | Serie A           | 26 de mayo de 1940       | Lazio | 1–0       | Roma      |
| 1940–41   | Serie A           | 24 de noviembre de 1940  | Roma  | 1–1       | Lazio     |
| 1940–41   | Serie A           | 16 de marzo de 1941      | Lazio | 2–0       | Roma      |
| 1941–42   | Serie A           | 11 de enero de 1942      | Roma  | 2–1       | Lazio     |
| 1941–42   | Serie A           | 24 de mayo de 1942       | Lazio | 1–1       | Roma      |
| 1942–43   | Serie A           | 22 de noviembre de 1942  | Lazio | 3–1       | Roma      |
| 1942–43   | Serie A           | 7 de marzo de 1943       | Roma  | 1–0       | Lazio     |
| 1942–43   | Coppa Italia QF   | 15 de mayo de 1943       | Roma  | 2–1       | Lazio     |
| 1945–46   | Serie A-B         | 23 de diciembre de 1945  | Lazio | 1–2       | Roma      |
| 1945–46   | Serie A-B         | 24 de marzo de 1946      | Roma  | 0–1       | Lazio     |
| 1946–47   | Serie A           | 6 de octubre de 1946     | Roma  | 3–0       | Lazio     |
| 1946–47   | Serie A           | 2 de marzo de 1947       | Lazio | 0–0       | Roma      |
| 1947–48   | Serie A           | 16 de noviembre de 1947  | Lazio | 0–1       | Roma      |
| 1947–48   | Serie A           | 21 de abril de 1948      | Roma  | 0–2       | Lazio     |
| 1948–49   | Serie A           | 17 de octubre de 1948    | Roma  | 1–1       | Lazio     |
| 1948–49   | Serie A           | 6 de febrero de 1949     | Lazio | 0–0       | Roma      |
| 1949–50   | Serie A           | 16 de noviembre de 1949  | Lazio | 3–1       | Roma      |
| 1949–50   | Serie A           | 19 de febrero de 1950    | Roma  | 0–0       | Lazio     |
| 1950–51   | Serie A           | 15 de octubre de 1950    | Roma  | 0–1       | Lazio     |
| 1950–51   | Serie A           | 25 de febrero de 1951    | Lazio | 2–1       | Roma      |
| 1952–53   | Serie A           | 16 de noviembre de 1952  | Lazio | 1–0       | Roma      |
| 1952–53   | Serie A           | 22 de marzo de 1953      | Roma  | 0–2       | Lazio     |
| 1953–54   | Serie A           | 29 de noviembre de 1953  | Roma  | 1–1       | Lazio     |
| 1953–54   | Serie A           | 18 de abril de 1954      | Lazio | 1–2       | Roma      |
| 1954–55   | Serie A           | 17 de octubre de 1954    | Lazio | 1–1       | Roma      |
| 1954–55   | Serie A           | 6 de marzo de 1955       | Roma  | 1–3       | Lazio     |
| 1955–56   | Serie A           | 16 de octubre de 1955    | Roma  | 0–0       | Lazio     |
| 1955–56   | Serie A           | 4 de abril de 1956       | Lazio | 1–0       | Roma      |
| 1956–57   | Serie A           | 14 de octubre de 1956    | Lazio | 0–3       | Roma      |
| 1956–57   | Serie A           | 3 de marzo de 1957       | Roma  | 2–2       | Lazio     |
| 1957–58   | Serie A           | 27 de octubre de 1957    | Roma  | 3–0       | Lazio     |
| 1957–58   | Serie A           | 16 de marzo de 1958      | Lazio | 2–1       | Roma      |
| 1957–58   | Coppa Italia GS   | 21 de junio de 1958      | Roma  | 2–3       | Lazio     |
| 1957–58   | Coppa Italia GS   | 12 de julio de 1958      | Lazio | 1–1       | Roma      |
| 1958–59   | Serie A           | 30 de noviembre de 1958  | Lazio | 1–3       | Roma      |
| 1958–59   | Serie A           | 12 de abril de 1959      | Roma  | 3–0       | Lazio     |
| 1959–60   | Serie A           | 18 de octubre de 1959    | Roma  | 3–0       | Lazio     |
| 1959–60   | Serie A           | 6 de marzo de 1960       | Lazio | 0–1       | Roma      |
| 1960–61   | Serie A           | 13 de noviembre de 1960  | Lazio | 0–4       | Roma      |
| 1960–61   | Serie A           | 19 de marzo de 1961      | Roma  | 1–2       | Lazio     |
| 1961–62   | Coppa Italia R16  | 25 de abril de 1962      | Roma  | 0–01      | Lazio     |
| 1963–64   | Serie A           | 6 de octubre de 1963     | Roma  | 0–0       | Lazio     |
| 1963–64   | Serie A           | 23 de febrero de 1964    | Lazio | 1–1       | Roma      |
| 1964–65   | Serie A           | 15 de noviembre de 1964  | Lazio | 0–0       | Roma      |
| 1964–65   | Serie A           | 28 de marzo de 1965      | Roma  | 0–0       | Lazio     |
| 1965–66   | Serie A           | 10 de octubre de 1965    | Roma  | 0–1       | Lazio     |
| 1965–66   | Serie A           | 27 de febrero de 1966    | Lazio | 0–0       | Roma      |
| 1966–67   | Serie A           | 22 de octubre de 1966    | Lazio | 0–1       | Roma      |
| 1966–67   | Serie A           | 5 de marzo de 1967       | Roma  | 0–0       | Lazio     |
| 1968–69   | Coppa Italia GS   | 8 de septiembre de 1968  | Roma  | 1–0       | Lazio     |
| 1969–70   | Coppa Italia GS   | 7 de septiembre de 1969  | Lazio | 0–22      | Roma      |
| 1969–70   | Serie A           | 26 de octubre de 1969    | Roma  | 2–1       | Lazio     |
| 1969–70   | Serie A           | 1 de marzo de 1970       | Lazio | 1–1       | Roma      |
| 1970–71   | Coppa Italia GS   | 6 de septiembre de 1970  | Roma  | 2–0       | Lazio     |
| 1970–71   | Serie A           | 15 de noviembre de 1970  | Lazio | 1–1       | Roma      |
| 1970–71   | Serie A           | 14 de marzo de 1971      | Roma  | 2–2       | Lazio     |
| 1971–72   | Coppa Italia R1   | 29 de agosto de 1971     | Lazio | 1–0       | Roma      |
| 1972–73   | Serie A           | 12 de noviembre de 1972  | Roma  | 0–1       | Lazio     |
| 1972–73   | Serie A           | 11 de marzo de 1973      | Lazio | 2–0       | Roma      |
| 1973–74   | Coppa Italia R1   | 9 de septiembre de 1973  | Roma  | 0–0       | Lazio     |
| 1973–74   | Serie A           | 9 de diciembre de 1973   | Lazio | 2–1       | Roma      |
| 1973–74   | Serie A           | 31 de marzo de 1974      | Roma  | 1–2       | Lazio     |
| 1974–75   | Coppa Italia R1   | 22 de septiembre de 1974 | Lazio | 0–1       | Roma      |
| 1974–75   | Serie A           | 1 de diciembre de 1974   | Roma  | 1–0       | Lazio     |
| 1974–75   | Serie A           | 23 de marzo de 1975      | Lazio | 0–1       | Roma      |
| 1975–76   | Serie A           | 16 de noviembre de 1975  | Lazio | 1–1       | Roma      |
| 1975–76   | Serie A           | 14 de marzo de 1976      | Roma  | 0–0       | Lazio     |
| 1976–77   | Serie A           | 28 de noviembre de 1976  | Lazio | 1–0       | Roma      |
| 1976–77   | Serie A           | 27 de marzo de 1977      | Roma  | 1–0       | Lazio     |
| 1977–78   | Serie A           | 20 de noviembre de 1977  | Roma  | 0–0       | Lazio     |
| 1977–78   | Serie A           | 19 de marzo de 1978      | Lazio | 1–1       | Roma      |
| 1978–79   | Serie A           | 12 de noviembre de 1978  | Lazio | 0–0       | Roma      |
| 1978–79   | Serie A           | 18 de marzo de 1979      | Roma  | 1–2       | Lazio     |
| 1979–80   | Serie A           | 28 de octubre de 1979    | Roma  | 1–1       | Lazio     |
| 1979–80   | Serie A           | 2 de marzo de 1980       | Lazio | 1–2       | Roma      |
| 1983–84   | Serie A           | 23 de octubre de 1983    | Lazio | 0–2       | Roma      |
| 1983–84   | Serie A           | 26 de febrero de 1984    | Roma  | 2–2       | Lazio     |
| 1984–85   | Coppa Italia GS   | 9 de septiembre de 1984  | Roma  | 2–0       | Lazio     |
| 1984–85   | Serie A           | 11 de noviembre de 1984  | Roma  | 0–0       | Lazio     |
| 1984–85   | Serie A           | 24 de marzo de 1985      | Lazio | 1–1       | Roma      |
| 1988–89   | Serie A           | 15 de enero de 1989      | Lazio | 1–0       | Roma      |
| 1988–89   | Serie A           | 28 de mayo de 1989       | Roma  | 0–0       | Lazio     |
| 1989–90   | Serie A           | 19 de noviembre de 1989  | Roma  | 1–1       | Lazio     |
| 1989–90   | Serie A           | 18 de marzo de 1990      | Lazio | 0–1       | Roma      |
| 1990–91   | Serie A           | 2 de diciembre de 1990   | Lazio | 1–1       | Roma      |
| 1990–91   | Serie A           | 6 de abril de 1991       | Roma  | 1–1       | Lazio     |
| 1991–92   | Serie A           | 6 de octubre de 1991     | Roma  | 1–1       | Lazio     |
| 1991–92   | Serie A           | 1 de marzo de 1992       | Lazio | 1–1       | Roma      |
| 1992–93   | Serie A           | 29 de noviembre de 1992  | Lazio | 1–1       | Roma      |
| 1992–93   | Serie A           | 18 de abril de 1993      | Roma  | 0–0       | Lazio     |
| 1993–94   | Serie A           | 24 de octubre de 1993    | Roma  | 1–1       | Lazio     |
| 1993–94   | Serie A           | 6 de marzo de 1994       | Lazio | 1–0       | Roma      |
| 1994–95   | Serie A           | 27 de noviembre de 1994  | Lazio | 0–3       | Roma      |
| 1994–95   | Serie A           | 23 de abril de 1995      | Roma  | 0–2       | Lazio     |
| 1995–96   | Serie A           | 1 de octubre de 1995     | Roma  | 0–0       | Lazio     |
| 1995–96   | Serie A           | 18 de febrero de 1996    | Lazio | 1–0       | Roma      |
| 1996–97   | Serie A           | 8 de diciembre de 1996   | Lazio | 0–0       | Roma      |
| 1996–97   | Serie A           | 4 de mayo de 1997        | Roma  | 1–1       | Lazio     |
| 1997–98   | Serie A           | 2 de noviembre de 1997   | Roma  | 1–3       | Lazio     |
| 1997–98   | Copa Italia QF    | 6 de enero de 1998       | Lazio | 4–1       | Roma      |
| 1997–98   | Copa Italia QF    | 21 de enero de 1998      | Roma  | 1–2       | Lazio     |
| 1997–98   | Serie A           | 8 de marzo de 1998       | Lazio | 2–0       | Roma      |
| 1998–99   | Serie A           | 29 de noviembre de 1998  | Lazio | 3–3       | Roma      |
| 1998–99   | Serie A           | 11 de abril de 1999      | Roma  | 3–1       | Lazio     |
| 1999–2000 | Serie A           | 21 de noviembre de 1999  | Roma  | 4–1       | Lazio     |
| 1999–2000 | Serie A           | 25 de marzo de 2000      | Lazio | 2–1       | Roma      |
| 2000–01   | Serie A           | 17 de diciembre de 2000  | Lazio | 0–1       | Roma      |
| 2000–01   | Serie A           | 29 de abril de 2001      | Roma  | 2–2       | Lazio     |
| 2001–02   | Serie A           | 27 de octubre de 2001    | Roma  | 2–0       | Lazio     |
| 2001–02   | Serie A           | 10 de marzo de 2002      | Lazio | 1–5       | Roma      |
| 2002–03   | Serie A           | 27 de octubre de 2002    | Lazio | 2–2       | Roma      |
| 2002–03   | Coppa Italia SF   | 5 de febrero de 2003     | Lazio | 1–2       | Roma      |
| 2002–03   | Serie A           | 8 de marzo de 2003       | Roma  | 1–1       | Lazio     |
| 2002–03   | Coppa Italia SF   | 16 de abril de 2003      | Roma  | 1–0       | Lazio     |
| 2003–04   | Serie A           | 9 de noviembre de 2003   | Roma  | 2–0       | Lazio     |
| 2003–04   | Serie A           | 21 de abril de 2004      | Lazio | 1–1       | Roma      |
| 2004–05   | Serie A           | 6 de enero de 2005       | Lazio | 3–1       | Roma      |
| 2004–05   | Serie A           | 15 de mayo de 2005       | Roma  | 0–0       | Lazio     |
| 2005–06   | Serie A           | 23 de octubre de 2005    | Roma  | 1–1       | Lazio     |
| 2005–06   | Serie A           | 26 de febrero de 2006    | Lazio | 0–2       | Roma      |
| 2006–07   | Serie A           | 10 de diciembre de 2006  | Lazio | 3–0       | Roma      |
| 2006–07   | Serie A           | 29 de abril de 2007      | Roma  | 0–0       | Lazio     |
| 2007–08   | Serie A           | 31 de octubre de 2007    | Roma  | 3–2       | Lazio     |
| 2007–08   | Serie A           | 19 de marzo de 2008      | Lazio | 3–2       | Roma      |
| 2008–09   | Serie A           | 16 de noviembre de 2008  | Roma  | 1–0       | Lazio     |
| 2008–09   | Serie A           | 11 de abril de 2009      | Lazio | 4–2       | Roma      |
| 2009–10   | Serie A           | 6 de diciembre de 2009   | Roma  | 1–0       | Lazio     |
| 2009–10   | Serie A           | 18 de abril de 2010      | Lazio | 1–2       | Roma      |
| 2010–11   | Serie A           | 7 de noviembre de 2010   | Lazio | 0–2       | Roma      |
| 2010–11   | Coppa Italia R16  | 19 de enero de 2011      | Roma  | 2–1       | Lazio     |
| 2010–11   | Serie A           | 13 de marzo de 2011      | Roma  | 2–0       | Lazio     |
| 2011–12   | Serie A           | 16 de octubre de 2011    | Lazio | 2–1       | Roma      |
| 2011–12   | Serie A           | 4 de marzo de 2012       | Roma  | 1–2       | Lazio     |
| 2012–13   | Serie A           | 11 de noviembre de 2012  | Lazio | 3–2       | Roma      |
| 2012–13   | Serie A           | 8 de abril de 2013       | Roma  | 1–1       | Lazio     |
| 2012–13   | Final Copa Italia | 26 de mayo de 2013       | Roma  | 0–1       | Lazio     |
| 2013–14   | Serie A           | 22 de septiembre de 2013 | Roma  | 2–0       | Lazio     |
| 2013–14   | Serie A           | 9 de febrero de 2014     | Lazio | 0–0       | Roma      |
| 2014–15   | Serie A           | 11 de enero de 2015      | Roma  | 2–2       | Lazio     |
| 2014–15   | Serie A           | 25 de mayo de 2015       | Lazio | 1–2       | Roma      |
| 2015–16   | Serie A           | 8 de noviembre de 2015   | Roma  | 2–0       | Lazio     |
| 2015–16   | Serie A           | 3 de abril de 2016       | Lazio | 1–4       | Roma      |
| 2016–17   | Serie A           | 4 de diciembre de 2016   | Lazio | 0–2       | Roma      |
| 2016–17   | Copa Italia SF    | 1 de marzo de 2017       | Lazio | 2–0       | Roma      |
| 2016–17   | Copa Italia SF    | 4 de abril de 2017       | Roma  | 3–2       | Lazio     |
| 2016–17   | Serie A           | 30 de abril de 2017      | Roma  | 1–3       | Lazio     |
| 2017–18   | Serie A           | 18 de noviembre de 2017  | Roma  | 2–1       | Lazio     |
| 2017–18   | Serie A           | 15 de abril de 2018      | Lazio | 0–0       | Roma      |
| 2018–19   | Serie A           | 29 de septiembre de 2018 | Roma  | 3–1       | Lazio     |
| 2018–19   | Serie A           | 2 de marzo de 2019       | Lazio | 3–0       | Roma      |
| 2019–20   | Serie A           | 1 de septiembre de 2019  | Lazio | 1–1       | Roma      |
| 2019–20   | Serie A           | 26 de enero de 2020      | Roma  | 1–1       | Lazio     |
| 2020–21   | Serie A           | 15 de enero de 2021      | Lazio | 3–0       | Roma      |
| 2020–21   | Serie A           | 15 de mayo de 2021       | Roma  | 2–0       | Lazio     |
| 2021–22   | Serie A           | 26 de septiembre de 2021 | Lazio | 3–2       | Roma      |
| 2021–22   | Serie A           | 20 de marzo de 2022      | Roma  | 3–0       | Lazio     |
| 2022–23   | Serie A           | 6 de noviembre de 2022   | Roma  | 0–1       | Lazio     |
| 2022–23   | Serie A           | 19 de marzo de 2023      | Lazio | 1–0       | Roma      |
| 2023–24   | Serie A           | 12 de noviembre de 2023  | Lazio | 0–0       | Roma      |
| 2023–24   | Copa Italia QF    | 10 de enero de 2024      | Lazio | 1–0       | Roma      |
| 2023–24   | Serie A           | 6 de abril de 2024       | Roma  | 1–0       | Lazio     |
| 2024–25   | Serie A           | 5 de enero de 2025       | Roma  | 2–0       | Lazio     |
| 2024–25   | Serie A           | 13 de abril de 2025      | Lazio | 1–1       | Roma      |

1 1961–62 Copa Italia, partido de octavos de final Roma ganó 6–4 en tiros de penaltis.
2 Roma ganó el partido 2–0 como un walkover.

### Máximos goleadores
Estadísticas actualizadas al 12 de noviembre de 2023.
| Pos. | Jugador           | Equipo       | Liga | Copa | Total |
| ---- | ----------------- | ------------ | ---- | ---- | ----- |
| 1°   | Francesco Totti   | Roma         | 11   | 0    | 11    |
| =    | Dino da Costa     | Roma         | 9    | 2    | 11    |
| 3°   | Marco Delvecchio  | Roma         | 9    | 0    | 9     |
| 4°   | Vincenzo Montella | Roma         | 7    | 1    | 8     |
| 5°   | Rodolfo Volk      | Roma         | 7    | 0    | 7     |
| =    | Silvio Piola      | Lazio        | 6    | 1    | 7     |
| 7°   | Ciro Immobile     | Lazio        | 4    | 2    | 6     |
| 8°   | Arne Selmosson    | Lazio y Roma | 5    | 0    | 5     |
| =    | Alejandro Demaría | Lazio        | 5    | 0    | 5     |
| =    | Tommaso Rocchi    | Lazio        | 5    | 0    | 5     |
| =    | Pedro Manfredini  | Roma         | 5    | 0    | 5     |
| =    | Amedeo Amadei     | Roma         | 5    | 0    | 5     |
| =    | Giorgio Chinaglia | Lazio        | 4    | 1    | 5     |

### Máximas presencias
Estadísticas actualizadas al 12 de noviembre de 2023.
| Pos. | Jugador          | Equipo       | Liga | Copa | Total |
| ---- | ---------------- | ------------ | ---- | ---- | ----- |
| 1°   | Francesco Totti  | Roma         | 37   | 7    | 44    |
| 2°   | Daniele de Rossi | Roma         | 29   | 2    | 31    |
| 3°   | Sergio Santarini | Roma         | 19   | 6    | 25    |
| 4°   | Guido Masetti    | Roma         | 22   | 1    | 23    |
| 5°   | Giuseppe Wilson  | Lazio        | 19   | 4    | 23    |
| =    | Franco Cordova   | Lazio y Roma | 18   | 5    | 23    |
| 7°   | Aldair           | Roma         | 20   | 2    | 22    |
| 8°   | Giuseppe Favalli | Lazio        | 18   | 3    | 21    |
| 9°   | Aldo Puccinelli  | Lazio        | 19   | 1    | 20    |
| =    | Ștefan Radu      | Lazio        | 18   | 2    | 20    |
| =    | Paolo Negro      | Lazio        | 16   | 4    | 20    |

- En negrita jugadores activos en el club.